# Artikulator

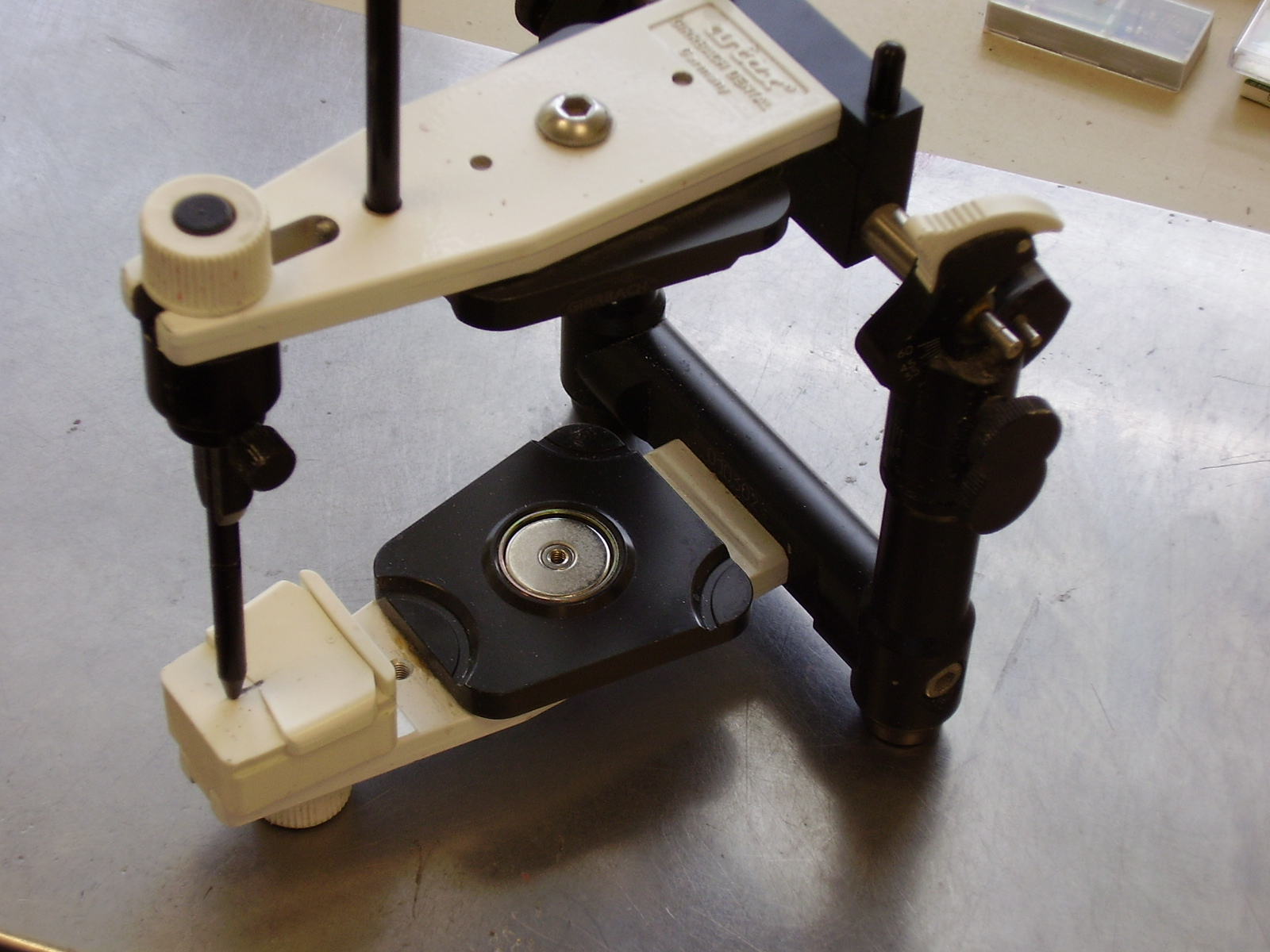
Artex-Artikulator

Artikulatoren sind Geräte zur Simulation der Kiefergelenksbewegung. Dazu werden Gipsmodelle der Zahnbögen des Ober- und Unterkiefers in Okklusion in den Artikulator montiert. Anschließend kann die Bewegung der Kiefer zueinander simuliert werden, was zur Anfertigung von Zahnersatz, Teil- und Totalprothesen oder Schienen unerlässlich ist.

## Vorstufen
Vorstufen des Artikulators sind der Fixator und der Okkludator. Der Fixator fixiert lediglich die Modelle in einer unveränderbaren Position zueinander. Er dient dazu, die Modelle in der Schlussbissstellung zu betrachten. Der Okkludator ermöglicht darüber hinaus Öffnungs- und Schließbewegungen (Scharnierbewegungen) der beiden Modelle des Ober- und Unterkiefers. Damit können einfache zahntechnische Arbeiten angefertigt werden oder eine Betrachtung der Modelle im Rahmen kieferorthopädischer Behandlungen erfolgen.

## Anwendung des Artikulators
Je nach Einstellmöglichkeiten des Artikulators können mehr oder weniger genau die Kaubewegungen simuliert werden. Hierdurch ist eine Herstellung von festsitzendem Zahnersatz, wie Kronen und Brücken, herausnehmbarer Zahnersatz, wie Teil- oder Totalprothesen oder Aufbissschienen möglich.

## Anatomische Grundlagen

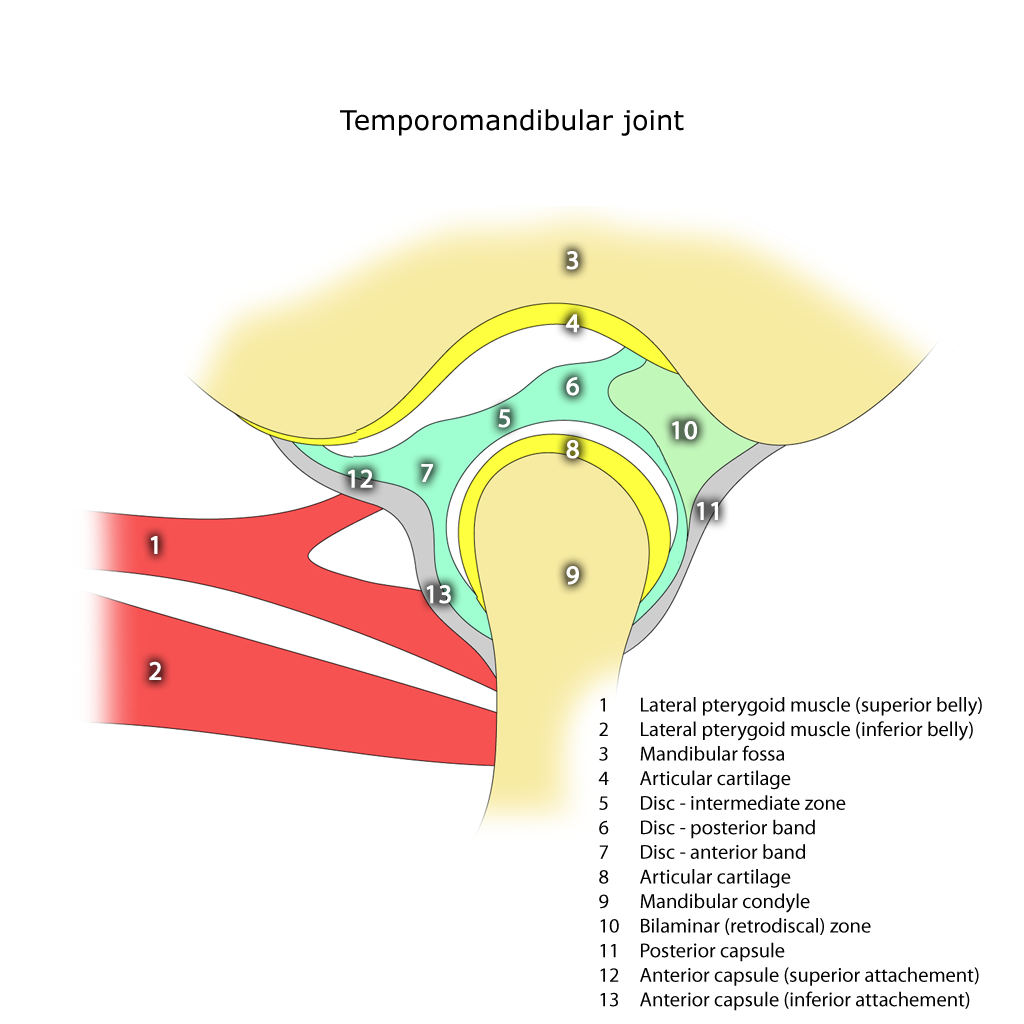
Kiefergelenk – schematisch

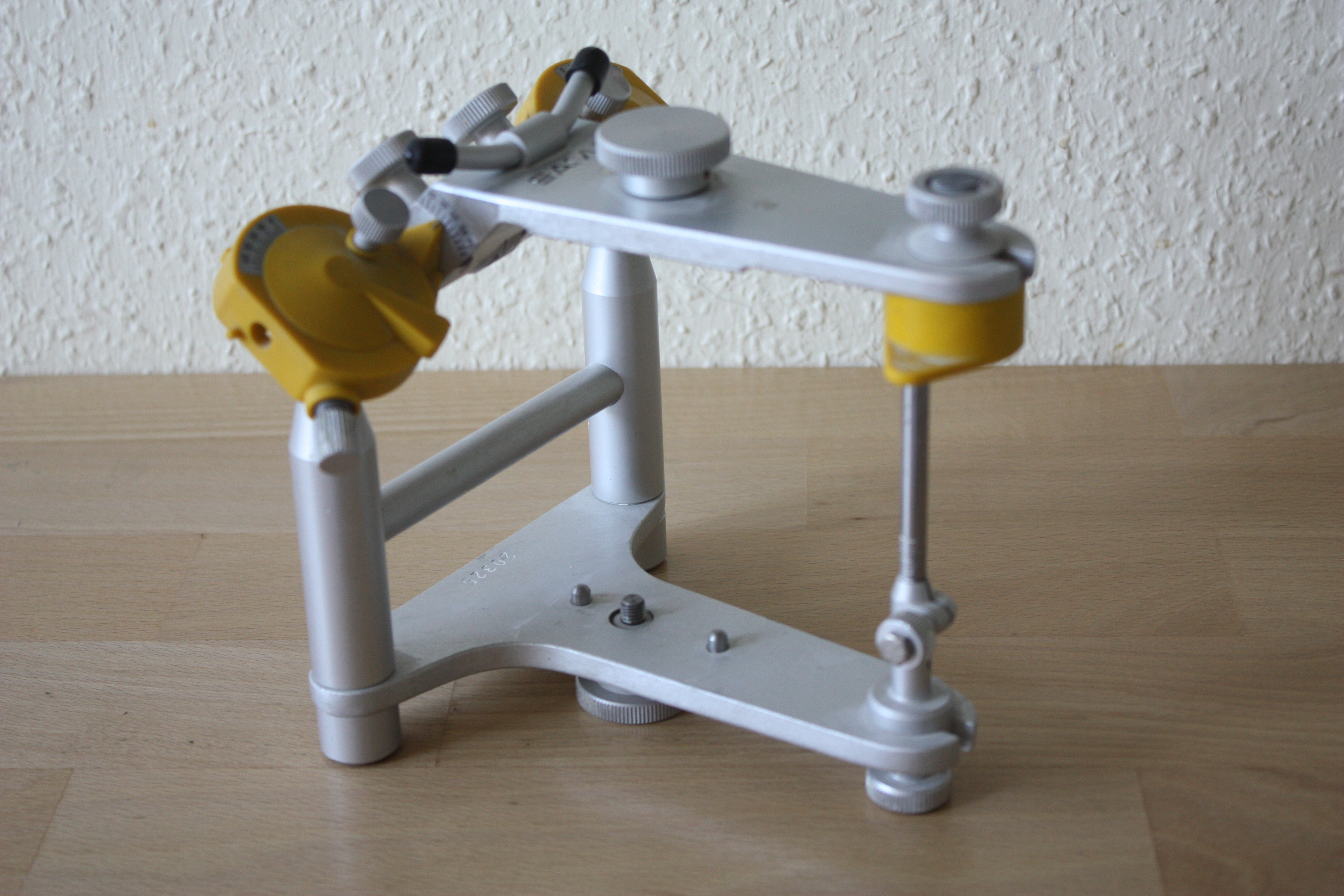
Teiljustierbarer SAM-Artikulator
(Schul-Artikulator München)

Das Kiefergelenk ist das vielseitigste Körpergelenk, da es sowohl Drehbewegungen (Öffnungs- und Schließbewegungen um die Gelenkachse), als auch Gleitbewegungen (Vorschubbewegungen) ausführen kann, wobei auch während der Vorschub- und Seitwärtsbewegungen gleichzeitig auch Drehbewegungen möglich sind. Die Kiefergelenke bestehen aus einem knorpelüberzogenen Gelenkköpfchen, einer ebenfalls knorpelüberzogenen Gelenkgrube, der faserknorpeligen Zwischengelenkscheibe, die auch als Diskus articularis bezeichnet wird, die das Gelenk in eine untere und eine obere Kammer unterteilt. Ferner besteht es aus weichgewebigen Strukturen wie dem Bandapparat, Gefäßen und Nerven.
Bei der Mundöffnung gleitet das Gelenkköpfchen zusammen mit dem Diskus, der im Normalfall fest mit dem Gelenkköpfchen verbunden ist nach vorne und unten. Bei allen Bewegungen, die der Unterkiefer ausführt, sind die Kiefergelenke und die Kaumuskulatur aktiv. Dies alles soll mittels eines Artikulators imitiert werden.

## Varianten des Artikulators
Zu unterscheiden sind Mittelwertartikulatoren, teiljustierbare Artikulatoren und Vollwertartikulatoren.

### Mittelwertartikulatoren
Mittelwertartikulatoren bieten keine individuellen Einstellungen an. Die Modelle sind nach dem Einartikulieren, dem Einbauen der Modelle in den Artikulator, nur nach Mittelwerten zueinander zu bewegen. Sie sind nach dem Bonwill-Dreieck vorbestimmt. Der Bennett-Winkel und die Kondylenbahnneigung sind nach statistischen Durchschnittswerten vorherbestimmt. Der Bennett-Winkel ist der in der Horizontalebene gemessene Winkel zwischen der sagittalen Protrusionsbahn und der Mediotrusionsbahn des Kondylus. Sein Mittelwert beträgt 15–20°, derjenige der Kondylenbahnneigung beträgt 30°. Beides sind Messgrößen für die Kieferbewegungen.

### Teiljustierbare Artikulatoren
Bei den teiljustierbaren Artikulatoren ist einer der Werte, entweder der Bennett-Winkel oder die Kondylenbahnneigung individuell einstellbar.

### Volljustierbare Artikulatoren

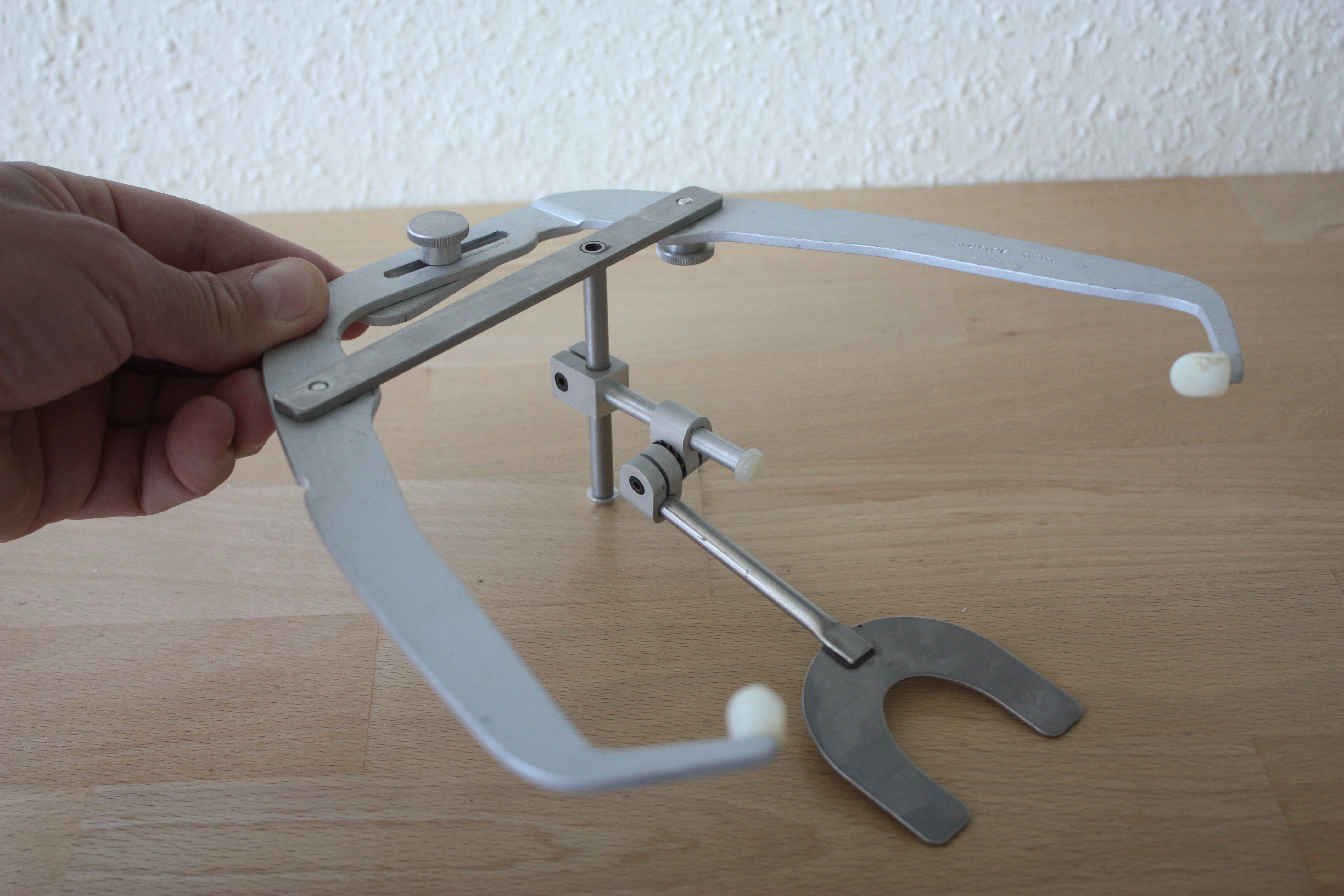
Gesichtsbogen zur arbiträren Übertragung

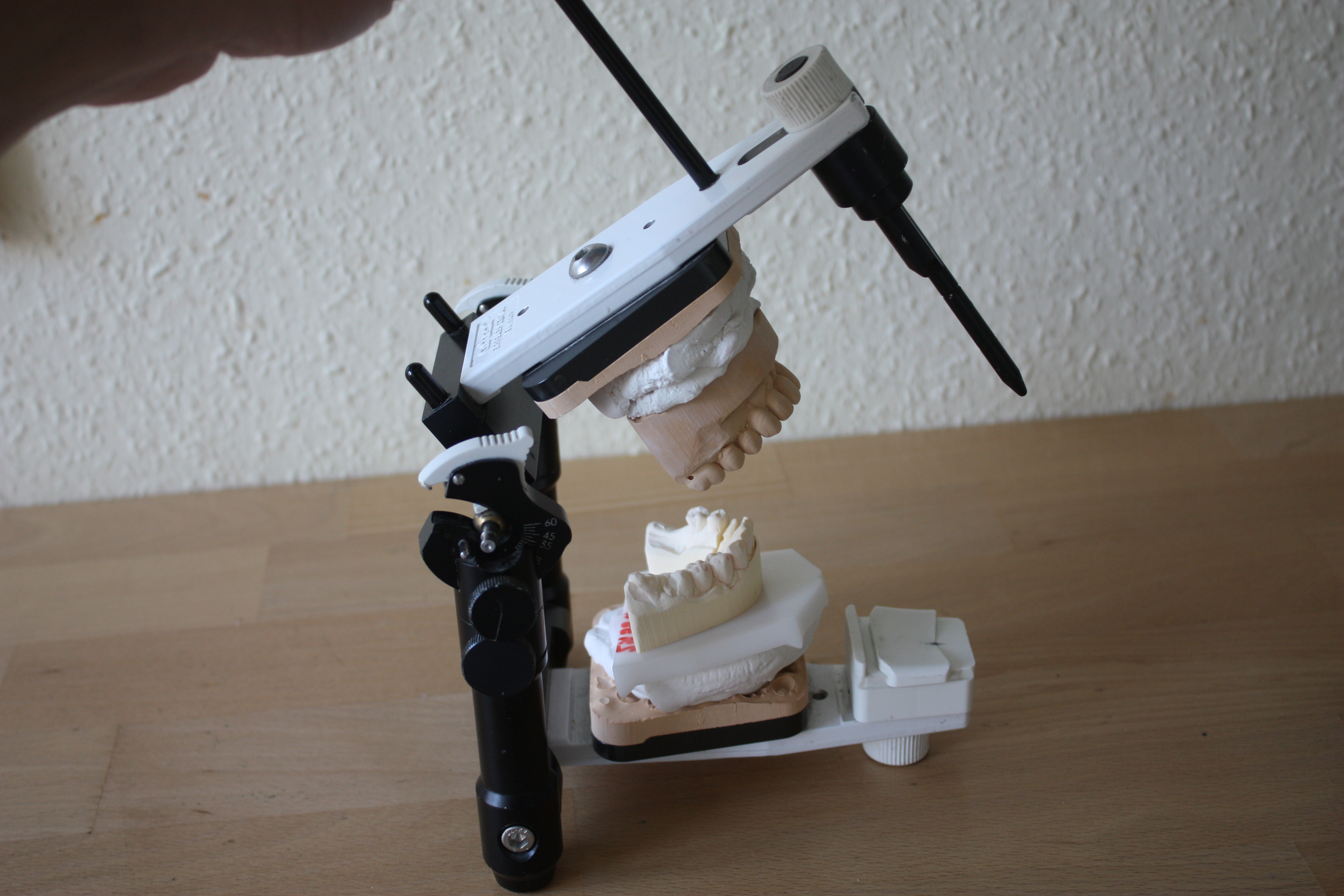
Artex-Artikulator mit einartikulierten Zahnmodellen

Volljustierbare Artikulatoren können nach patientenindividuellen Messwerten eingestellt werden. Hierzu sind besondere Messungen am Patienten zum gelenksbezogenen Einartikulieren der Modelle notwendig. Wesentlich ist dabei die Bestimmung der Scharnierachse, einer Verbindungslinie zwischen gedachten Durchtrittspunkten der Rotationsachse des Kiefergelenks durch die Haut.  Die volljustierbare Artikulatoren dienen zur Diagnostik von Stellung und Bewegung der gegenüberliegenden Zahnbögen sowie Herstellung von laborgefertigten Restaurationen vom Inlay bis zum Zahnersatz. In beiden Fällen ist das Ziel eine möglichst naturgetreue Übertragung der Mundsituation.
Die verschiedenen Modelle unterscheiden sich in den Einstellmöglichkeiten, von individueller Justierung des Bennett-Winkels, Gelenkbahnneigung, terminaler Scharnierachse, Frontzahnführung.  Der Frontzahnführungsteller ist austauschbar und damit der Gleitwinkel individuell anpassbar. Bei den Seitwärtsbewegungen des Unterkiefers erfolgt ein Versatz der Kondylen. Dabei unterscheidet man zwischen Immediate side shift und Progressive side shift.
Nach dem Einartikulieren des Oberkiefermodells wird entsprechend der Kieferrelationsbestimmung (früher: Bissnahme) am Patienten das Unterkiefermodell montiert.

## Arcon-Artikulatoren
Des Weiteren unterscheidet man sogenannte Non-Arcon- und Arcon-Artikulatoren. Bei ersteren ist der Aufbau des Gerätes umgekehrt als beim menschlichen Kiefer (die Kondylen sind im Artikulatoroberteil montiert), bei letzteren entspricht der Aufbau den menschlichen anatomischen Gegebenheiten des Kiefergelenks. Das hat jedoch keine Auswirkung auf die Funktion, da die Relativbewegung des Unterkiefers zum Oberkiefer bei beiden technischen Ansätzen gleich ist. Der Bewegungsablauf ist bei Non-Arcon-Artikulatoren im Artikulatorgelenk umgekehrt zum natürlichen Ablauf und deshalb gewöhnungsbedürftig.
Mittelwertartikulatoren sind üblicherweise Arcon-Artikulatoren und weisen einen Kondylenmittelpunktsabstand von 10–11 Zentimetern (im Mittelwert meistens 10,5 cm) und einem einsteckbaren Führungsdorn (Inzisalzeiger), der einen Inzisalpunkt mit einem Abstand von ebenfalls 10–11 Zentimetern zu den Kondylenmittelpunkten anzeigt (siehe Bonwill-Dreieck). Die Kauebene wird dabei parallel zur Tischebene und zur Oberkante des Artikulators ausgerichtet, womit diese die Campersche Ebene repräsentiert. Der Winkel zwischen der Verbindungslinie zwischen dem inzisalen Referenzpunkt und den Kondylenmittelpunkten einerseits und der Kauebene bzw. der Camperschen Ebene andererseits repräsentiert damit den Balkwill-Winkel von 20 bis 25°.  Diese Winkel sind Wechselwinkel und damit aufgrund der Parallelität von Kauebene und Camperscher Ebene gleich. Damit wird das Modell beim Einartikulieren so ausgerichtet, dass es mit dem Inzisalpunkt an den Referenzdorn angelegt und die Kauebene horizontal (parallel zur Tischplatte) sowie die Medianebene des Modells rechtwinklig zur Kondylenverbindungslinie ausgerichtet ist.